# Miguel Telles Antunes
Miguel Carlos Ferreira Telles Antunes GOIH (Lisboa, 11 de janeiro de 1937) é um paleontologista português.

## Biografia
Miguel Telles Antunes é o director do Museu Maynense da Academia das Ciências de Lisboa, professor aposentado da Faculdade de Ciência e Tecnologia da Universidade Nova de Lisboa e colaborador do Museu da Lourinhã.
O dinossauro terópode Lourinhanosaurus antunesi, 1998 e Cytherella antunesi Nascimento, 1990 (Ostracoda) foi-lhe dedicado.
A 18 de Fevereiro de 2016 foi feito Grande-Oficial da Ordem do Infante D. Henrique.